# Janina Wysocka-Ochlewska
Janina Wysocka-Ochlewska (Poznań (Voivodat de la Gran Polònia), 4 d'abril, 1903 - Varsòvia, 9 de maig, 1975), va ser una pianista i clavecinista polonesa, professora, esposa de Tadeusz Ochlewski i filla de Stanisława Wysocka.

## Biografia
Va estudiar a Kíev i Varsòvia sota la supervisió, entre d'altres, d'Egon Petri i Józef Turczyński, a la classe de piano dels quals va obtenir un diploma el 1926 al Conservatori de Varsòvia. Després va estudiar amb Wanda Landowska a París. Va participar en el 1r Concurs Internacional de Piano Fryderyk Chopin.

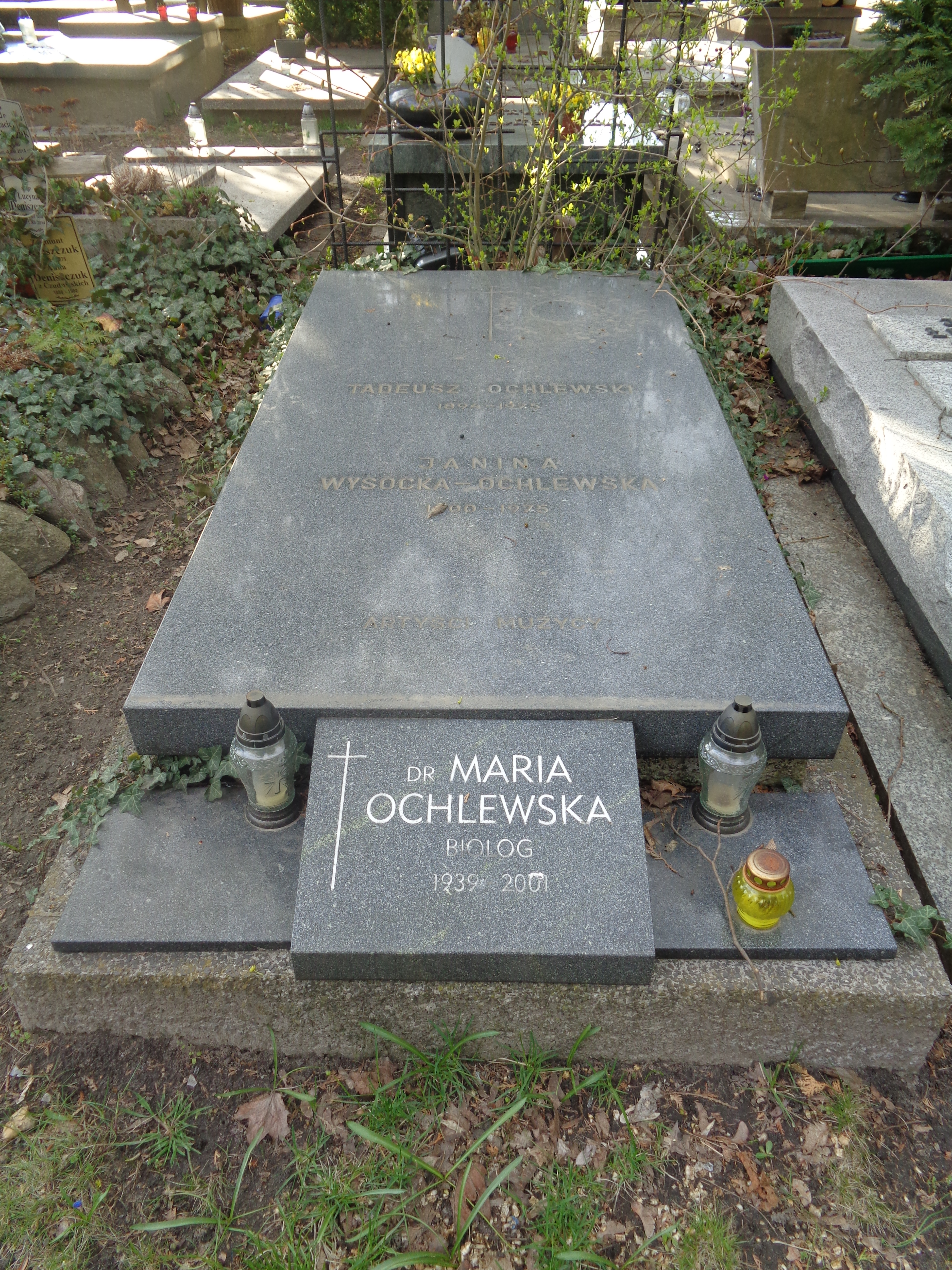
La tomba de Tadeusz Ochlewski i Janina Wysocka-Ochlewska al cementiri militar de Powązki

Entre els anys 1950 i 1970 va impartir la classe de clavecí a l'Escola Superior Estatal de Música de Cracòvia (actualment l'Acadèmia de Música), on entre les seves graduades hi havia Elżbieta Stefańska i Marta Czarny-Kaczmarska.
Fou enterrada al cementiri militar de Powązki a Varsòvia (secció A35-5-9).